# Svartrutjärnen (Offerdals socken, Jämtland)
Svartrutjärnen är en sjö i Krokoms kommun i Jämtland och ingår i Indalsälvens huvudavrinningsområde.